# Volviendo del campo
Volviendo del campo es una pintura realizada por Joan Llimona el 1896. Actualmente se expone en el Museu Nacional d'Art de Catalunya. Destaca porque esconde otra obra debajo de la pintura que se observa actualmente. La obra se llamaba La muerte súbita.

## Autor
Joan Llimona i Bruguera (Barcelona 1860 - 1926) fue un pintor catalán del Modernismo y máximo representante de la rama misticista, en concreto ortodoxamente católico. Estudió en la Escuela Llotja y los prestigiosos talleres de Ramón Martí Alsina y de Antonio Caba. Estudió arquitectura, sin finalizar la carrera. Es hermano del escultor Josep Llimona, con quien vivió en Italia durante cuatro años y padre de la también pintora Nuria Llimona y de la ilustradora Mercè Llimona. Su gran religiosidad influyó mucho en su obra; fundó el Círculo Artístico de Sant Lluc junto con su hermano y otros artistas así como también se dedicó a la pintura mural. Murió en Barcelona el 1926.

## Historia
Este óleo es un caso paradigmático de dos obras pintadas la una encima de la otra, sobre un mismo soporte. La historia comienza cuando Llimona expone, en 1893, la obra La muerte súbita, en la Sala Parés de Barcelona. El escrito demoledor que publica el crítico de arte Raimon Casellas en el periódico La Vanguardia, entre otros, motiva que el artista, decepcionado, decida «esconder» la obra.
A partir de varios documentos de prensa de la época y publicaciones especializadas, como el Boletín de los Museos, además de contar con la imagen fotográfica de la obra, se ha podido averiguar que Llimona giró el lienzo y pintó una nueva composición sobre: Volviendo del campo.
Actualmente, mediante radiografías, Reflectografías y análisis estratigráficas, se han ampliado los conocimientos que se reflejaron en el catálogo de la exposición que el Museo Nacional de Arte de Cataluña dedicó a los hermanos Llimona en 2004.
El cuadro ingresó al museo con el número de registro 010818-000, fruto de una adquisición de la Junta de Museos a la «Tercera Exposición de Bellas Artes e Industrias Artísticas» de Barcelona, el mismo año que fue pintado , en 1896.

## Descripción
En el cuadro actual se pueden ver dos campesinos catalanes acompañando un tercero de edad muy avanzada, su padre. Los campesinos llevan los trajes tradicionales de la época. Como buen integrante del Círculo Artístico de Sant Lluc, Juan Llimona emplea la fuerza de su arte al servicio de su ideología  cristiana. La obra actual representa el mundo rural del lago de Bañolas, con una escena vespertinas, que glorifica la vida campesina. En 1896 Llimona presentó a la Tercera Exposición de Bellas Artes e Industrias Artísticas de Barcelona.

## Análisis
La obra desprende una idealización de la figura del campesino, donde se demuestra la profunda religiosidad de Limón y su alineamiento con los postula-dos de Josep Torras i Bages. La mujer que aparece en el cuadro se contrapone a la figura de la mujer  modernista.
Varios críticos comparan la obra con trabajos de Jean-François Millet.

## Premios y reconocimientos
1896 - Primera medalla en la Exposición de Bellas Artes de Barcelona

## Exposiciones temporales
- 1993 - Pia Almoina de Barcelona, 100 años del Círculo Artístico de Sant Lluc